# Bjarne Goldbæk
Bjarne Goldbæk (ur. 6 października 1968 w Kopenhadze) – duński piłkarz, występujący na pozycji ofensywnego pomocnika, dziennikarz sportowy, komentator duńskiej stacji Kanal 5.
Początkowo grał w takich klubach jak: B 1901 i Næstved IF, by przed sezonem 1987/88 zostać ściągniętym do FC Schalke 04. Chociaż 18 listopada 1987 zadebiutował w reprezentacji Danii (w wygranym 1-0 meczu z Niemcami), to jego drużyna z nim w składzie spadła do drugiej ligi. W Die Knappen grał jeszcze dwa lata, następnie przeniósł się do 1. FC Kaiserslautern, aspirującym do zajęcia wysokiego miejsca w Bundeslidze. Był integralną częścią składu, który sięgnął po trzecie mistrzostwo kraju w swojej historii. Dwa następne sezony także może zaliczyć do udanych. Grał w pierwszym składzie często, a Czerwone Diabły finiszowały kolejno na piątym i ósmym miejscu. Z roku na rok notował jednak spadek formy. W sezonie 1993/94 najpierw złapał kontuzję, a następnie został sprzedany do słabiutkiego TeBe Berlin. Później zaliczył półtoraroczny epizod w 1. FC Köln i zdecydował się na powrót do rodzinnego kraju. Z otwartymi ramionami przyjęto go w FC København. W 1998 roku jego klub finiszował na trzecim miejscu w Superligaen, a on zdobył tytuł Gracza Roku, został powołany na Mistrzostwa Świata we Francji. Nie zagrał tam jednak ani jednej minuty.
Po tym udanym sezonie ponownie występował za granicą, w ramach wymiany za Briana Laudrupa zakupiła go Chelsea. Nie był tam jednak faworytem trenera Gianluki Vialliego, który próbował oddawać go do Birmingham City i Nottingham Forest. Duńczyk chciał jednak walczyć o miejsce w składzie, w styczniu 2000 odszedł jednak do Fulham. Został powołany na EURO 2000, wystąpił w jednym spotkaniu najsłabszej drużyny turnieju. Z Fulham po dwóch latach gry awansował do Premier League. Wygrał z nim w Pucharze Intertoto. W 2003 roku postanowił wrócić do Niemiec i grał w Rot-Weiss Essen, będąc kapitanem tej drużyny. Zakończył karierę po spadku tego klubu do trzeciej ligi, w 2005. Od tej pory zatrudniony był jako komentator i specjalista piłkarski stacji Kanal 5, a aktualnie jest licencjonowanym konsultantem dla piłkarzy i trenerów.
W kadrze zaliczył 28 gier, nie strzelił żadnej bramki.